# Vecchio Abitato
Vecchio Abitato è una frazione del Comune di Nardodipace, in provincia di Vibo Valentia, distante 2,95 km dal paese.

## Storia
Nato come capanne di pastori provenienti da Fabrizia dopo il terremoto del 1783 e secondo ii prete dell'800 di Serra San Bruno Bruno Maria Tedeschi furono guidati da un prete.
La prima descrizione del centro abitato è del 1859: descritto con terra fertile e abbondanza di :prodotti ma collegato da strade orribili.

### XX secolo
Dopo la violenta alluvione degli anni '50 gli abitanti furono costretti, come accade anche in molti altri paesi calabresi in quell'occasione, a trasferirsi in una nuova area. Mentre i paesi che avevano il territorio comunale con uno sbocco in mare edificarono i nuovi centri abitati lungo la costa a Nardodipace venne edificato più a monte e precisamente sul pianoro di "Ciano" dove sorge l'attuale centro abitato.

## Galleria d'immagini

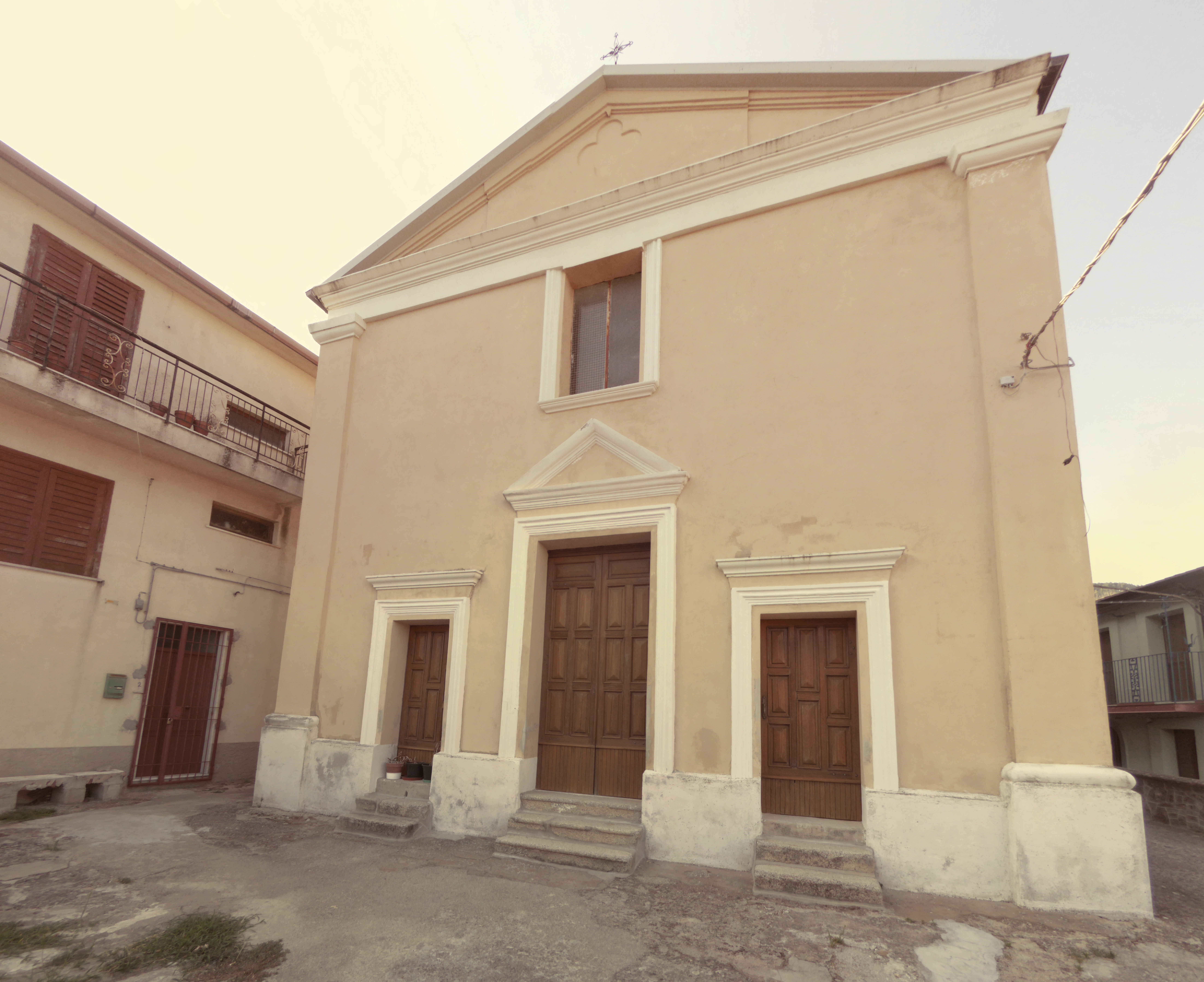
Chiesa del Vecchio Abitato (2017)
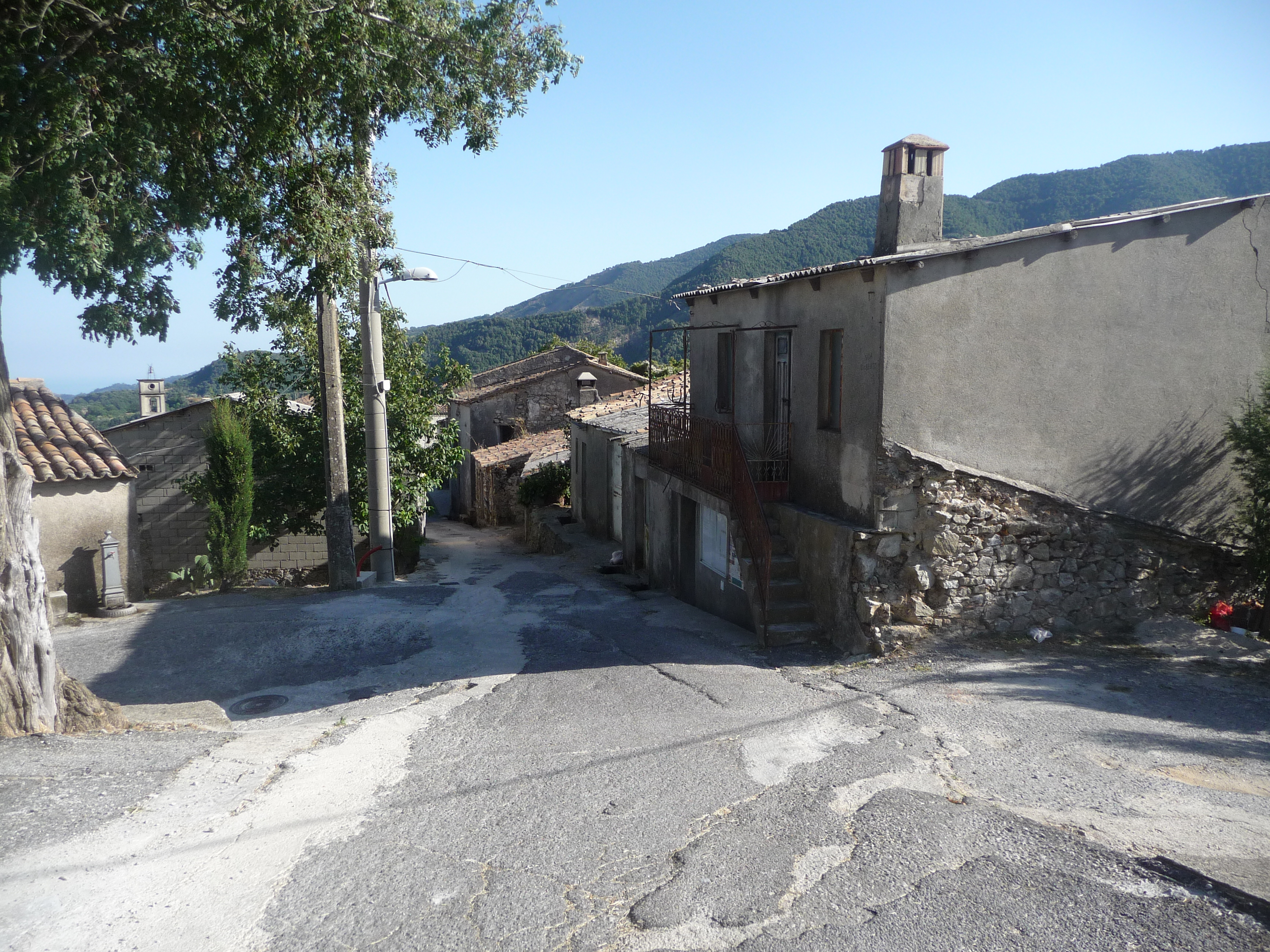
Via Umberto I (2010)
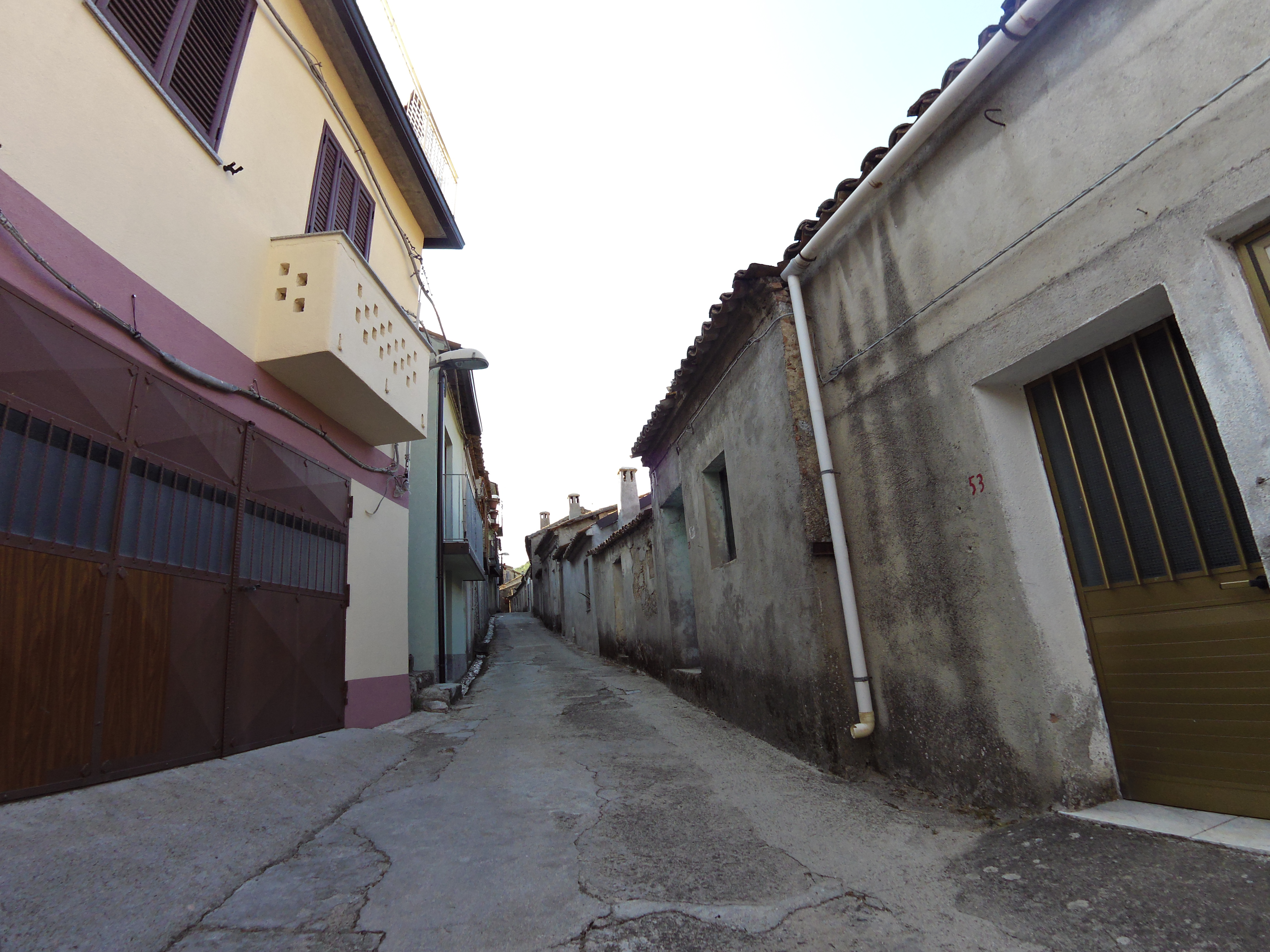
Via Umberto I (2017)